# Werner Scharch

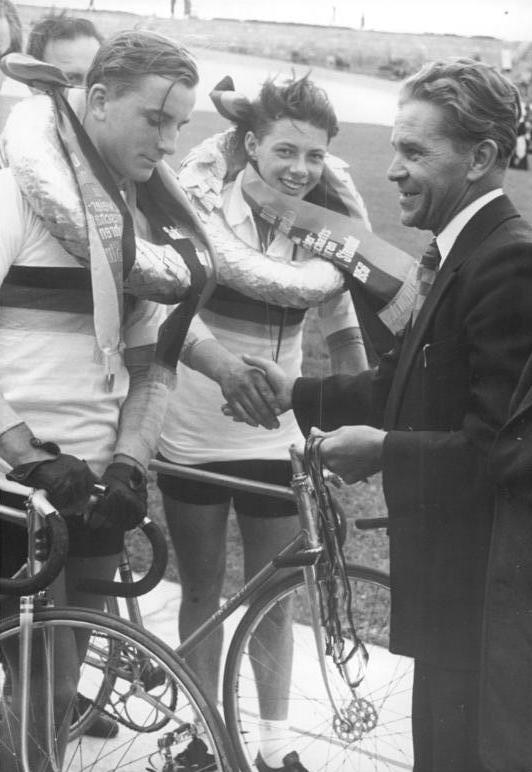
Werner Scharch als Präsident der Sektion Radsport der DDR bei einer Siegerehrung 1956 auf der Radrennbahn Weißensee

Werner Scharch (* 1912 in Rendsburg; † 1990) war ein deutscher Sportfunktionär und Buchautor.

## Frühe Jahre
Werner Scharch war von Beruf Chemotechniker. Ab 1929 engagierte er sich in der Sozialistischen Arbeiter-Jugend. Über sein Leben zwischen 1933 und 1945 ist nichts bekannt. Nach dem Ende des Zweiten Weltkriegs engagierte er sich in Halle politisch in FDJ und SED und fuhr mitunter einen harten Kurs. Von 1947 bis 1949 studierte er an der Parteihochschule Karl Marx in Berlin. Er war selbst aktiver Sportler und spielte Fußball; so hielt er 1949 ein Referat bei einem Lehrgang für Fußball-Übungsleiter in Leipzig, der von Helmut Schön geleitet wurde.

## Sportfunktionär in der DDR
Ab 1949 war Scharch in verschiedenen Funktionen einer der führenden Sportfunktionäre in der DDR. 1951 gehörte er als Schatzmeister des neugegründeten Nationalen Olympischen Komitees für Ostdeutschland zu einer Delegation, die gemeinsam mit dem IOC unter Avery Brundage und einer westdeutschen Delegation in Lausanne eine Vereinbarung zu einer gemeinsamen deutschen Olympiamannschaft unterschrieb. In dieser Vereinbarung wurde allerdings die westdeutsche Mannschaft als federführend in einer gesamtdeutschen Mannschaft bestätigt und daher von der DDR-Sportführung in Berlin später für nichtig erklärt. Scharch und die anderen Delegationsteilnehmer, die alle international unerfahren waren, wurden gerügt oder versetzt. Er gab später an, den englischen Wortlaut der Vereinbarung nicht verstanden zu haben; die DDR-Delegation, zu der auch Kurt Edel gehörte, habe sich den schon unterschriebenen Text vom Hotelportier nachträglich übersetzen lassen müssen.
Von 1950 bis 1958 war Scharch Präsident der Sektion Radsport, von 1958 bis 1960 Präsident des Deutschen Radsport-Verbands der DDR (DRSV) und 1960 für die Organisation der UCI-Weltmeisterschaften auf Bahn und Straße in Leipzig und Karl-Marx-Stadt zuständig. Zudem war er einige Zeit lang persönlicher Referent des Präsidenten des Deutschen Sportausschusses, Rudi Reichert. In mehreren Jahren fungierte er als Mannschaftsleiter der DDR-Mannschaft bei der Internationalen Friedensfahrt. 1955 konnte er die westdeutschen Radsportler Emil Reinecke und Wolfgang Grupe zum Wechsel in die DDR bewegen. Es war vor allem sein Verdienst, dass die Weltmeisterschaften 1960 in die DDR vergeben worden waren; er setzte sich dafür ein, dass der Präsident der Union Cycliste Internationale, Adriano Rodoni, zur Friedensfahrt eingeladen und mit dem Vaterländischen Verdienstorden in Silber dekoriert wurde. Das Bulletin du Comité International Olympique schrieb über ihn 1961: „Man of great value, he was greatly appreciated for his uprightness and honesty.“

## In der Bundesrepublik Deutschland
Kurz nach der WM 1960 setzte sich Werner Scharch bei einem Treffen mit Vertretern des Bundes Deutscher Radfahrer in Gießen nach Österreich ab und verließ somit als erster führender Sportfunktionär die DDR. Scharch erklärte damals seine Flucht damit, dass im „ostdeutschen Radsportverband Dinge passieren, die ich einfach nicht mehr verantworten konnte“. Im SED-Zentralorgan Neues Deutschland stand unter der Überschrift „Scharch verriet die Republik“ zu lesen, die Gründe für sein „menschlich unanständiges und politisch verräterisches Handeln“ seien in „seinem tiefen moralischen Verfall“ zu finden. Scharch habe sich in der letzten Zeit immer stärker dem Alkoholgenuss hingegeben und Umgang mit „zweifelhaften Frauen“ gehabt. Das habe während der Olympischen Spiele in Rom zu unüberbrückbaren Differenzen mit den Sportlern und Trainern der DDR-Mannschaft geführt, die seine sofortige Ablösung und Bestrafung verlangt hätten. Scharch habe infolge übermäßigen Alkoholgenusses in ein Krankenhaus in Rom eingeliefert werden müssen und sei in die DDR zurückgeschickt worden. Er habe bei seiner Flucht Frau und Kinder „im Stich gelassen“. Wenig später wurde in der DDR gegen Scharch wegen fortgesetzter Unterschlagung und Betrugs ein Ermittlungsverfahren eingeleitet und ein Haftbefehl erlassen; er habe als Präsident des Deutschen Radsport-Verbandes ihm anvertraute Gelder veruntreut und für persönliche Zwecke verbraucht.
In einem Interview mit dem Journalisten Serge Lang für die französische Sportzeitschrift L’Équipe erläuterte Scharch im Oktober 1960 das System des Staatsamateurismus. Er schlug deshalb schon damals eine Einheitslizenz für Amateure und Profis vor. Der Präsident des DDR-NOK, Heinz Schöbel, wies Scharchs Angaben als „höchst empörende Lügen“ („most shocking lies“) zurück. Scharch erneuerte daraufhin seine Angaben in einem offiziellen Brief an das IOC. Auch berichtete er 1972 von „Experimenten mit Doping“. 1965 wurde er von Willi Daume eingeladen, bei einer Tagung des IOC in Madrid, während der das NOK der DDR offiziell anerkannt werden sollte, über das „verkappte Profitum“ in der DDR zu berichten und in welchem Maße in der DDR gegen die olympische Idee verstoße, wurde aber nicht angehört.
In der Bundesrepublik arbeitete Werner Scharch bei einem Chemiekonzern in Süddeutschland. Ab Mitte der 1960er Jahre war Werner Scharch im Bundesausschuss Leistungssport aktiv. In den 1970er Jahren machte er sich zudem als Autor von Büchern über Radsport einen Namen.

## Publikationen
- Der radfahrende Athlet. Teningen 1975
- Mit Ilse Scharch: Das grosse Radwanderbuch. Teningen 1975
- Faszination des Bahnrad-Rennsports. Teningen 1977
- Fahr mal wieder Rad! Frankfurt 1977
- Radrennsport und Radtourismus. Strasse – Bahn – Radtouristik. 1980